# Moyna MacGill
Pour les articles homonymes, voir MacGill.
Moyna MacGill (parfois créditée Moyna Macgill ou Moyna McGill) est une actrice nord-irlandaise, de son vrai nom Charlotte Lillian McIldowie, née le 10 décembre 1895 à Belfast (Irlande du Nord), morte le 25 novembre 1975 à Los Angeles (Californie).

## Biographie

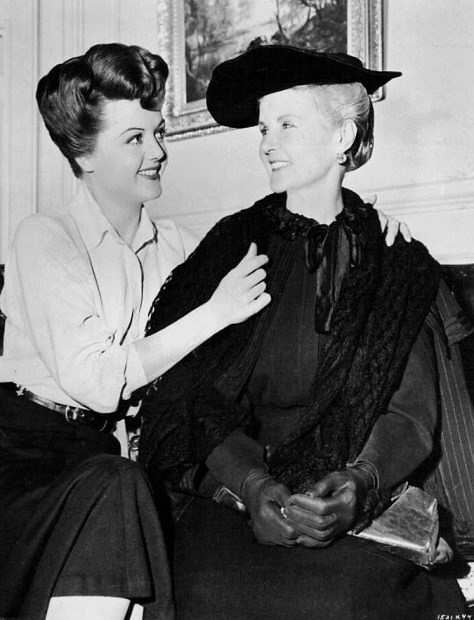
Avec sa fille Angela Lansbury (à gauche), sur le tournage de Femme en péril (1951).

Sous le pseudonyme de Moyna MacGill, elle débute au théâtre en 1918 à Londres, où elle joue à plusieurs reprises, notamment en 1927 dans Interference, avec Gerald du Maurier et Herbert Marshall. Toujours en Angleterre, elle apparaît au cinéma dans quatre films muets sortis de 1920 à 1924.
Après un petit rôle non crédité dans un cinquième film britannique (Pygmalion en 1938), Moyna MacGill part aux États-Unis (où elle s'installe définitivement) en 1942, à cause de la Seconde Guerre mondiale.
Dans son pays d'adoption, elle contribue à dix-neuf films américains à partir de 1943 (outre un sixième film britannique en 1949). Les trois derniers (également dans des petits rôles non crédités) sont Les Misérables de Lewis Milestone, sorti en 1952, puis La Reine du Colorado de Charles Walters et My Fair Lady de George Cukor, sortis en 1964, année où elle se retire.
Mère d'Angela Lansbury (née en 1925), elle tourne trois films à ses côtés, Le Grand National de Clarence Brown (1944), Le Portrait de Dorian Gray d'Albert Lewin (1945), et enfin Kind Lady de John Sturges (1951).
Pour la télévision, Moyna MacGill participe à neuf séries (les trois premières en 1952), dont un épisode de La Quatrième Dimension, diffusé en 1962. Elle se produit pour la dernière fois au petit écran dans un épisode de Mon Martien favori, diffusé en 1964.
Mentionnons encore son unique prestation à Broadway (New York), dans la comédie musicale The Boy Friend (adaptée au cinéma en 1971), représentée en 1954-1955, avec Julie Andrews faisant alors ses débuts sur les planches new-yorkaises.

## Théâtre (sélection)
(pièces jouées à Londres, sauf mention contraire)
- 1918 : Love in a Cottage de William Somerset Maugham
- 1920-1921 : Rhoda Fleming d'A. Phillipson
- 1921-1922 : Will Shakespeare de Clemence Dane, mise en scène de Basil Dean, avec Mary Clare, Philip Merivale, Claude Rains, Flora Robson
- 1922-1923 : The Romance of a Great Composer de Louis N. Parker
- 1927 : Interference de Roland Pertwee et Harold Dearden, avec Gerald du Maurier, Herbert Marshall, Frank Lawton
- 1928-1929 : Le Grand Dieu Brown (The Great God Brown) d'Eugene O'Neill
- 1952-1953 : Pagan in the Parlour de Franklin Lacey, mise en scène de James Whale, avec Joss Ackland, Catherine Lacey (à Bath)
- 1954-1955 : The Boy Friend, comédie musicale, musique, lyrics et livret de Sandy Wilson, avec Julie Andrews (à Broadway)

## Filmographie

### Au cinéma (intégrale)

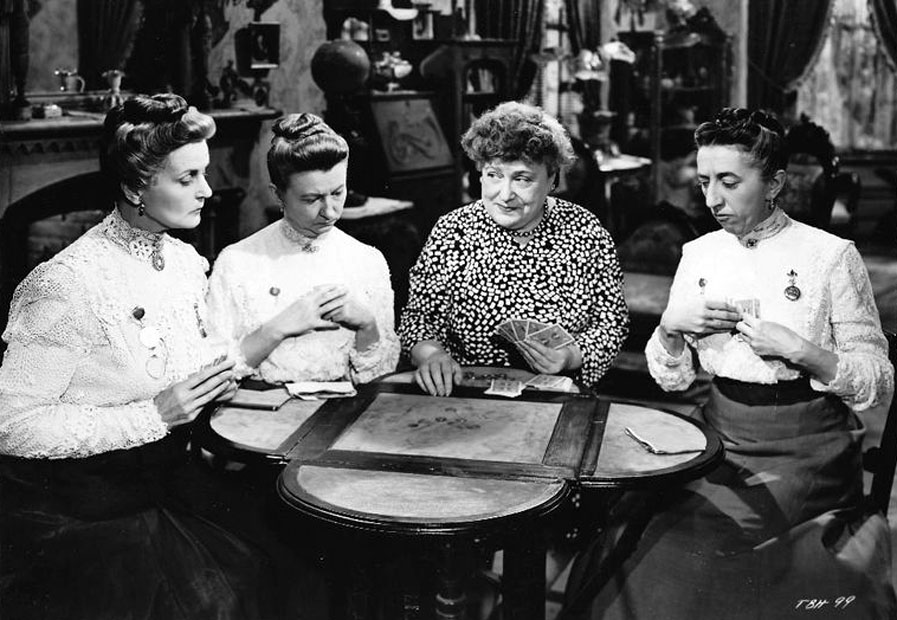
De g. à d. : Moyna MacGill, Irene Ryan, Florence Bates et Margaret Hamilton, dans L'Archange de Brooklyn (1948)

(films américains, sauf mention contraire)
- 1920 : Garryowen de George Pearson (film britannique)
- 1920 : Nothing Else Matters de George Pearson (film britannique)
- 1923 : Should a Doctor Tell ? d'Alexander Butler et P. J. Ramster (film australo-britannique)
- 1924 : Miriam Rozella de Sidney Morgan (en) (film britannique)
- 1938 : Pygmalion d'Anthony Asquith et Leslie Howard (film britannique)
- 1943 : Et la vie recommence (Forever and a Day), film collectif d'Edmund Goulding, Cedric Hardwicke et autres
- 1943 : Jane Eyre (Jane Eyre), de Robert Stevenson
- 1944 : L'aventure vient de la mer (Frenchman's Creek) de Mitchell Leisen
- 1944 : Le Grand National (National Velvet) de Clarence Brown
- 1944 : La Victoire des ailes (Winged Victory) de George Cukor
- 1944 : La Falaise mystérieuse (The Uninvited) de Lewis Allen
- 1945 : Le Portrait de Dorian Gray (The Picture of Dorian Gray) d'Albert Lewin
- 1945 : L'Oncle Harry (The Strange Affair of Uncle Harry) de Robert Siodmak
- 1945 : The Sailor takes a Wife de Richard Whorf
- 1945 : L'Horloge (The Clock) de Vincente Minnelli
- 1946 : Beauté noire (Black Beauty) de Max Nosseck
- 1947 : Le Pays du dauphin vert (Green Dolphin Street) de Victor Saville
- 1948 : L'Archange de Brooklyn (Texas, Brooklyn and Heaven) de William Castle
- 1948 : Cupidon mène la danse (Three Daring Daughters) de Fred M. Wilcox
- 1949 : Private Angelo de Michael Anderson et Peter Ustinov (film britannique)
- 1951 : Bride of the Gorilla de Curt Siodmak
- 1951 : Femme en péril (Kind Lady) de John Sturges
- 1952 : Les Misérables de Lewis Milestone
- 1964 : La Reine du Colorado (The Unsinkable Molly Brown) de Charles Walters
- 1964 : My Fair Lady de George Cukor

### À la télévision (sélection)
(séries)
- 1959 : Aventures dans les îles (Adventures in Paradise)
  - Saison 1, épisode 14 Le Sceau de l'archer (The Archer's Ring) de Bernard Girard
- 1962 : La Quatrième Dimension (The Twilight Zone)
  - Saison 3, épisode 29 À quatre heures (Four O'Clock) de Lamont Johnson
- 1963 : Le Jeune Docteur Kildare (Doctor Kildare)
  - Saison 2, épisode 26 The Sleeping Princess
- 1963 : Monsieur Ed, le cheval qui parle (Mister Ed)
  - Saison 3, épisode 22 The Price of Apples d'Arthur Lubin
  - Saison 4, épisode 4 Patter of Little Hooves d'Arthur Lubin
- 1964 : Mon Martien favori (My Favorite Martian)
  - Saison 1, épisode 15 Poor Little Rich Cat de James Komack